# ングラ・ライ国際空港

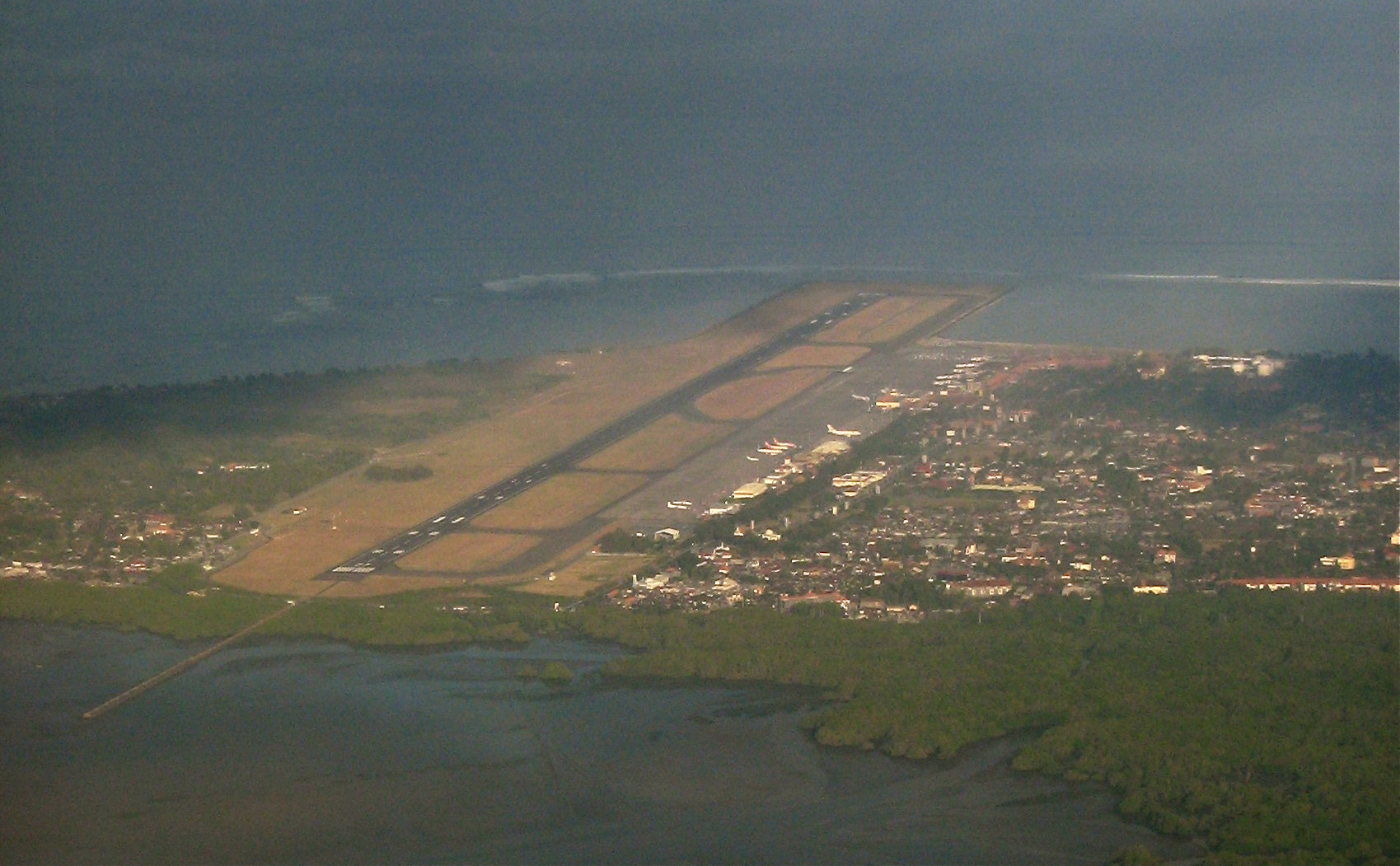
上空から見た空港

ングラ・ライ国際空港（ングラ・ライこくさいくうこう、インドネシア語: Bandara Internasional Ngurah Rai、バリ語:Bandar Udara I Gusti Ngurah Rai、英語: Ngurah Rai International Airport）は、インドネシアのバリ州バドゥン県にある国際空港である。この名称は、独立戦争の英雄グスティ・ングラライ将軍に由来する。2014年4月11日より正式名称は将軍のフルネームを用いたイ・グスティ・ングラ・ライ国際空港（インドネシア語: Bandara Internasional I Gusthi Ngurah Rai、英語: I Gusthi Ngurah Rai International Airport）に変更された。
通称はバリ国際空港(Bali Internatipnal Airport)、デンパサール国際空港（Denpasar International Airport）である。
オランダの植民地時代である1931年に開港し、オランダ領インド航空(KNILM)によって使用された。行政的にはバリ州デンパサール市ではなく、バリ州バドゥン県クタ郡トゥバン村に属する。バリ島南端のバトゥン半島の付け根部の地峡に、地峡を突き刺すように東西に滑走路が敷かれている。ここはガルーダ・インドネシア航空のハブ空港のひとつである。

## 空港ターミナル
2011年より新国際線ターミナルの建設が進められ、2013年10月のAPEC首脳会議までに開業させる予定であったが、工事は遅れていた。
2013年9月19日に、新国際線ターミナルが開業した。
国内線は、旧国際線ターミナルを利用している。

## 定期便就航航空会社と就航都市
| 航空会社                       | 就航地 |
| ------------------------------ | --- |
| ガルーダ・インドネシア航空     | 【国内線】:ジャカルタ/CGK、ジャカルタ/HLP、ソロン、スラバヤ、マカッサル、ラブアンバジョ、ジョグジャカルタ 【国際線】:シンガポール、ソウル/仁川、東京/成田、メルボルン、シドニー          |
| シティリンク                   | 【国内線】:ジャカルタ/CGK、ジャカルタ/HLP、マカッサル、スラバヤ 【国際線】:ディリ |
| トランスヌサ                   | 【国内線】:ジャカルタ/CGK、マナド 【国際線】:広州、パース |
| スーパー・エア・ジェット       | ジャカルタ/CGK、ポンティアナック |
| ウィングス・エア               | ワインガプ、ビマ、ロンボク、スンバワ・ベサル、タンボラカ、トミア島 |
| NAMエア                        | ジャカルタ/CGK、タンボラカ |
| ライオン・エア                 | ジャカルタ/CGK、マカッサル、スマラン、スラバヤ、スラカルタ、ジョグジャカルタ、メダン、マナド、バリクパパン、バンジャルマシン、クパン                                                     |
| バティック・エア               | 【国内線】:ジャカルタ/CGK、ジャカルタ/LHP、マカッサル、スラバヤ、ラブアンバジョ 【国際線】:パース、メルボルン、ブリズベン、シドニー、クアラルンプール、シンガポール、バンコク/ドンムアン |
| ペリタ航空                     | ジャカルタ/CGK |
| インドネシア・エアアジア       | 【国内線】:ジャカルタ/CGK、ラブアンバジョ、バンジャルマシン 【国際線】:バンコク/ドンムアン、プーケット、シンガポール、クアラルンプール、パース                                           |
| バティック・エア・マレーシア   | クアラルンプール、メルボルン、シドニー、ブリズベン |
| エアアジア                     | クアラルンプール |
| マレーシア航空                 | クアラルンプール |
| エアアジアX                    | クアラルンプール |
| シンガポール航空               | シンガポール |
| スクート                       | シンガポール |
| ジェットスター・アジア航空     | シンガポール |
| タイ国際航空                   | バンコク/スワンナプーム |
| タイ・エアアジア               | バンコク/ドンムアン |
| フィリピン航空                 | マニラ |
| セブパシフィック航空           | マニラ |
| ベトナム航空                   | ホーチミン |
| ベトジェットエア               | ハノイ、ホーチミン |
| 中国東方航空                   | 上海/浦東 |
| 中国南方航空                   | 広州、深圳 |
| 厦門航空                       | 厦門 |
| 四川航空                       | 成都/天府(2025年9月26日より運航開始予定) |
| 吉祥航空                       | 上海/浦東 |
| キャセイパシフィック航空       | 香港 |
| 香港航空                       | 香港 |
| エバー航空                     | 台北/桃園 |
| チャイナエアライン             | 台北/桃園 |
| 大韓航空                       | ソウル/仁川 |
| チェジュ航空                   | ソウル/仁川 |
| エアプサン                     | 釜山 |
| エア・インディア               | デリー |
| Indigo                         | ベンガルール |
| サウディア                     | ジッダ(シンガポール経由)、シンガポール |
| カタール航空                   | ドーハ |
| エティハド航空                 | アブダビ |
| エミレーツ航空                 | ドバイ |
| ターキッシュエアラインズ       | イスタンブール |
| アエロフロート                 | モスクワ/SVO |
| カンタス航空                   | メルボルン、シドニー |
| ジェットスター航空             | パース、メルボルン、シドニー、ブリズベン、ダーウィン、ゴールドコースト |
| ヴァージン・オーストラリア航空 | ブリズベン、メルボルン、シドニー |
| ニュージーランド航空           | オークランド |

## アクセス
- エアポート・タクシー
  - 地域別の定額制であり、チケットを購入して乗車する。2014年8月のガソリン税値上げにより、大幅に価格改定された。クタまで約15分（100,000ルピア）、ウブドまで約1時間（250,000ルピア）
- トランス・サルバギタ（英語版）  (BRT)
  - KORIDOR 5 が乗り入れているが、空港勤務者向けである。大きな荷物を持った旅行者は利用できない。[6]
- ベモ
  - ワゴン車を利用したミニバスであり、大きな荷物を持った旅行者は利用できない。トゥガル・ベモステーションへの路線がある。

## 事故
- ライオン・エア904便着陸失敗事故 - 2013年4月13日午後3時半頃（日本時間午後4時半頃）、西ジャワ州バンドンからデンパサールに向かっていたライオン・エアの旅客機（ボーイング737）が、当空港への着陸時に滑走路をオーバーランし、海へ突っ込んだ[7]。搭乗していた乗員乗客100人以上のうち50名近くが病院に運ばれ手当てを受けたものの、インドネシア当局によれば全員命に別状は無いと報道されている。

## 計画
- 空港を起点に、クタ、スミニャック（英語版）方面などに鉄道を建設する計画がある[8]。
- バリ州ブレレン県クブタンバハン付近に新空港を建設する計画がある[9]。